# Lotéprednol
Le lotéprednol est un médicament de type corticoïde local utilisé comme collyre.

## Usage médical
Le lotéprednol est utilisé pour traiter l'inflammation après une chirurgie oculaire et la conjonctivite allergique,. Le médicament  est utilisé comme collyre. Le médicament ne doit pas être utilisé pendant plus de deux semaines.

## Effets secondaires
Les effets secondaires du lotéprednol comprennent une sécheresse oculaire, des douleurs oculaires ou des maux de tête. D’autres effets secondaires peuvent inclure une modification du goût et un gonflement du visage. Il ne doit pas être utilisé chez les personnes atteintes de kératite herpétique.

## Histoire
Le lotéprednol a été breveté en 1980 et approuvé pour un usage médical en 1998. Au Royaume-Uni, 5 ml coûtent environ 6 livres sterling au NHS. Aux États-Unis, ce montant s'élève à environ 200 dollars. Il est également disponible sous forme de médicament combiné avec la tobramycine.